# 王兆才
王兆才，山东蒙阴人，中国人民解放军军事将领。
1947年，王兆才加入中国人民解放军华东野战军、中国共产党。并参加鲁南战役、孟良崮战役、豫东战役、淮海战役、渡江战役等。1950年，参加朝鲜战争，并因朝鲜鸡雄山战斗中独自击毙五十余人且守住阵地，被授予一级战斗英雄称号。之后历任连长、营长、团长、副师长。1954年，当选第一届全国人民代表大会代表。